# Ferrocarril del Sur (Chile)
El Ferrocarril del Sur (FCS) fue una compañía de ferrocarril chilena de trocha ancha (1676 mm.) constituida como Sociedad del Ferro-Carril del Sur el 9 de octubre de 1855. 
Su principal propósito era la construcción y operación de un ferrocarril que conectara la capital de Chile con la ciudad de Talca y las zonas agrícolas del valle longitudinal. Posteriormente el gobierno de Chile consideró su extensión hasta la ciudad de Chillán, permitiendo su conexión con otros ferrocarriles del sur de Chile.
El ferrocarril iniciaba su recorrido en la Estación Central de Santiago; desde este punto se dirigía hacia el sur, conectando con los principales pueblos y ciudades del valle central. Su principal objetivo era el obtener mejores condiciones de transporte para la participación del mercado de exportación de cereales, igualando las ventajas de los productores de los valles de Aconcagua, Santiago y Maipo, el cual hasta la construcción del ferrocarril se realizaba exclusivamente a través de carretas y mulas.

## Historia

### Orígenes

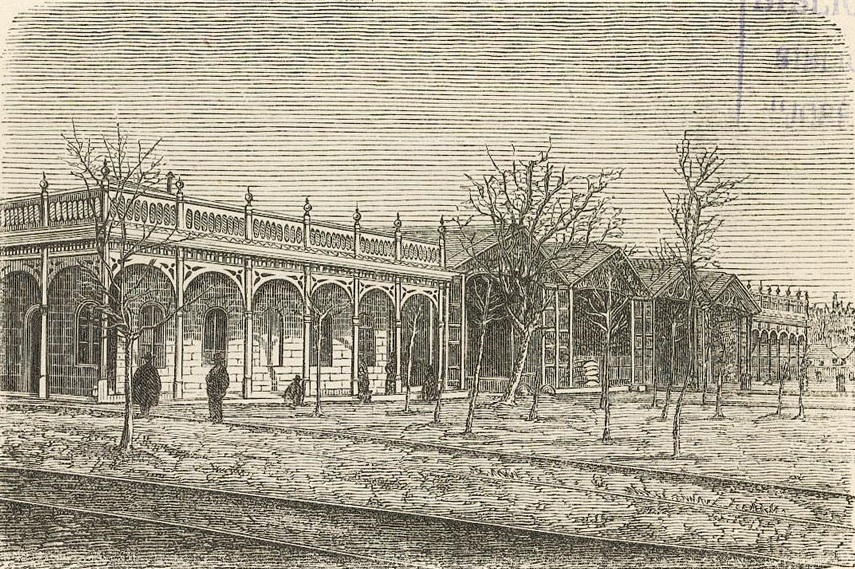
Antigua Estación Central de Santiago.

A finales de 1855 el ministro del Interior, Antonio Varas, recomienda la construcción de una línea ferroviaria, que se extendiera desde Santiago al sur. Tras diversas gestiones entre el gobierno y particulares, donde destaca la del empresario José Tomás Urmeneta, el 9 de octubre de 1855 se forma la Sociedad del Ferro-Carril del Sur, teniendo como principal objetivo establecer una línea ferroviaria entre Santiago y Talca, conectando los principales centro urbanos del valle central de Chile.
Como también ocurrió con la construcción del Ferrocarril a Valparaíso, lograr reunir el capital necesario para la construcción del ferrocarril a Talca no estuvo exento de problemas debido al alto valor que significaba aquella inversión. No fue hasta enero de 1856 en que el gobierno y los particulares acordaron realizar un aporte de $1 000 000 por parte del Fisco del Estado Chileno, y $843 000 aportados por privados como Emeterio Goyenechea Gallo, José Tomás Urmeneta, Domingo Matte y Matías Cousiño, entre otros.

### Inicio de la construcción
Tras la obtención del capital necesario, los trabajos iniciaron el mismo mes de enero de 1856, bajo la dirección del ingeniero francés Émile Chevalier. La trocha elegida fue de 1676 mm, misma con la que era ya construido el Ferrocarril a Valparaíso, además con el aprendizaje previo en la construcción de este último, la Sociedad fue cautelosa en la elección del trazado de la vía, encargando 3 estudios (realizados antes de la constitución de la Sociedad), los cuales dieron como resultado la vía actual hacia el sur.
La primera sección en ser construida fue la que comprendía entre la ciudad de Santiago y Rancagua, la cual se trabajó en 2 frentes simultáneos de avance, divididos por el río Maipo. Debido a que la vía férrea entre la capital chilena y el puerto de Valparaíso no se encontraba finalizada, la totalidad de los elementos necesarios, como durmientes, rieles, locomotoras, etc. debieron ser trasladados por carretas desde Valparaíso a las zonas de trabajos, superando los cerros y cuestas de la cordillera de la Costa.
Unos meses después de iniciada la obra, el ingeniero Chevalier renunció a su cargo, siendo sustituido por el estadounidense Walton Evans. Los trabajos en la primera sección fueron bastante veloces y para 1857 la línea unía el centro de Santiago con San Bernardo.[cita requerida]
En agosto de 1857 comienzan a llegar a Valparaíso las primeras locomotoras para el ferrocarril. El 1 de agosto de 1857 lo haría la N.º 3 "Santiago" y N.º 4 "San Bernardo", mientras que días después sería el turno para la N.º 1 "Montt" y N.º 2 "Varas". Tras ser trasladadas mediante carretas especialmente construidas, la locomotora N.º 3 "Santiago" recorrería por primera vez, con un tren de pruebas los 16 km entre la Estación Central de Santiago y San Bernardo el 14 de septiembre de 1857.

### Tramo Santiago-Rancagua

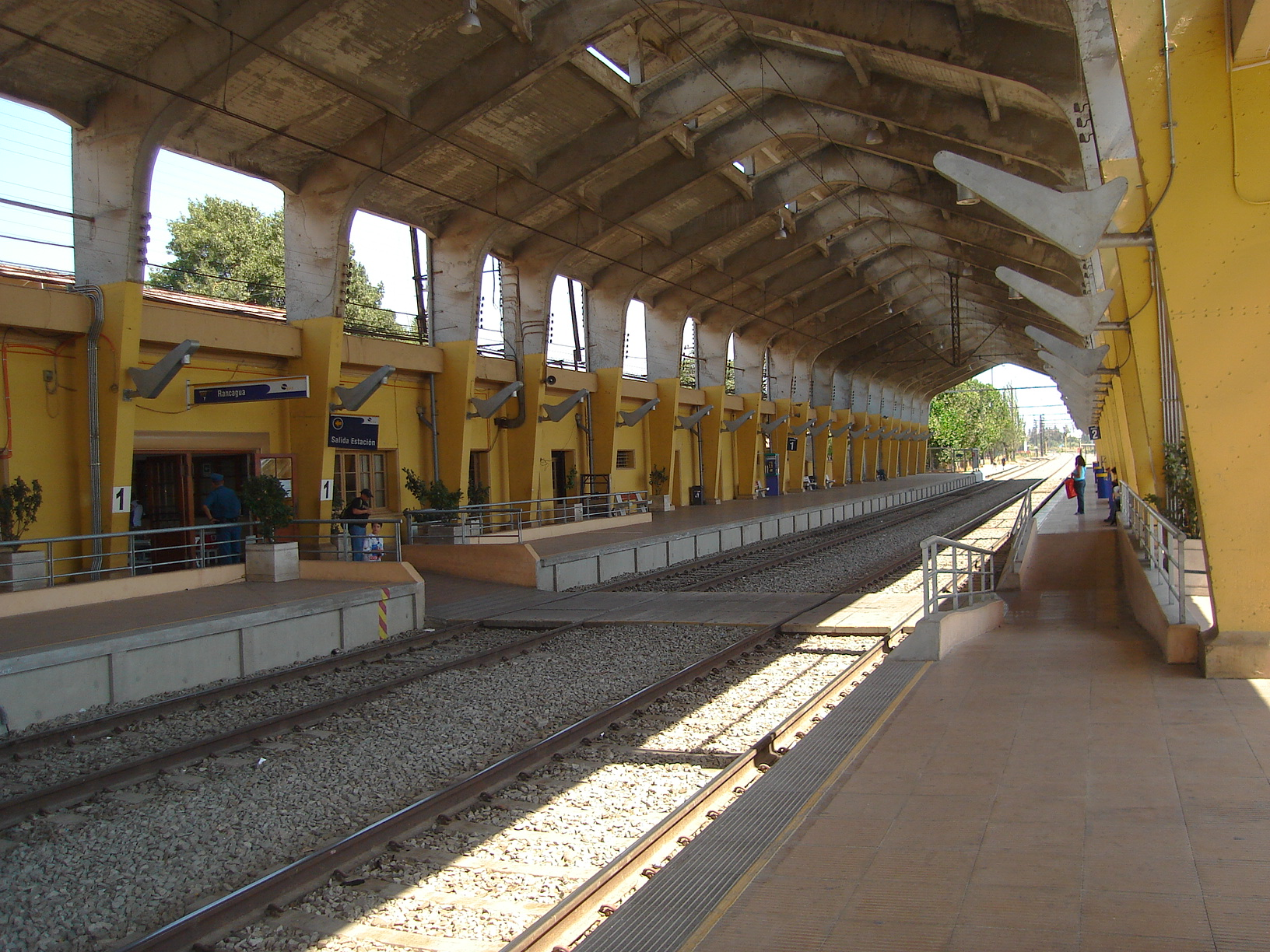
Vista actual de la estación Rancagua.

Al día siguiente del recorrido de prueba, el 15 de septiembre de 1857 se inaugura, con la presencia del presidente Manuel Montt, el primer tramo entre Santiago y San Bernardo, realizándose un acto oficial en las casas del Molino de A. González, lugar en donde el gobernador José Villalón organizó un suntuoso banquete de celebración.
Se dice que fue tanto el entusiasmo de la gente por utilizar el ferrocarril que la muchedumbre llegó a derribar la caseta de venta de boletos con el jefe de estación en su interior, quien a duras penas salió a salvo, con el saco con la recaudación de la venta de boletos.

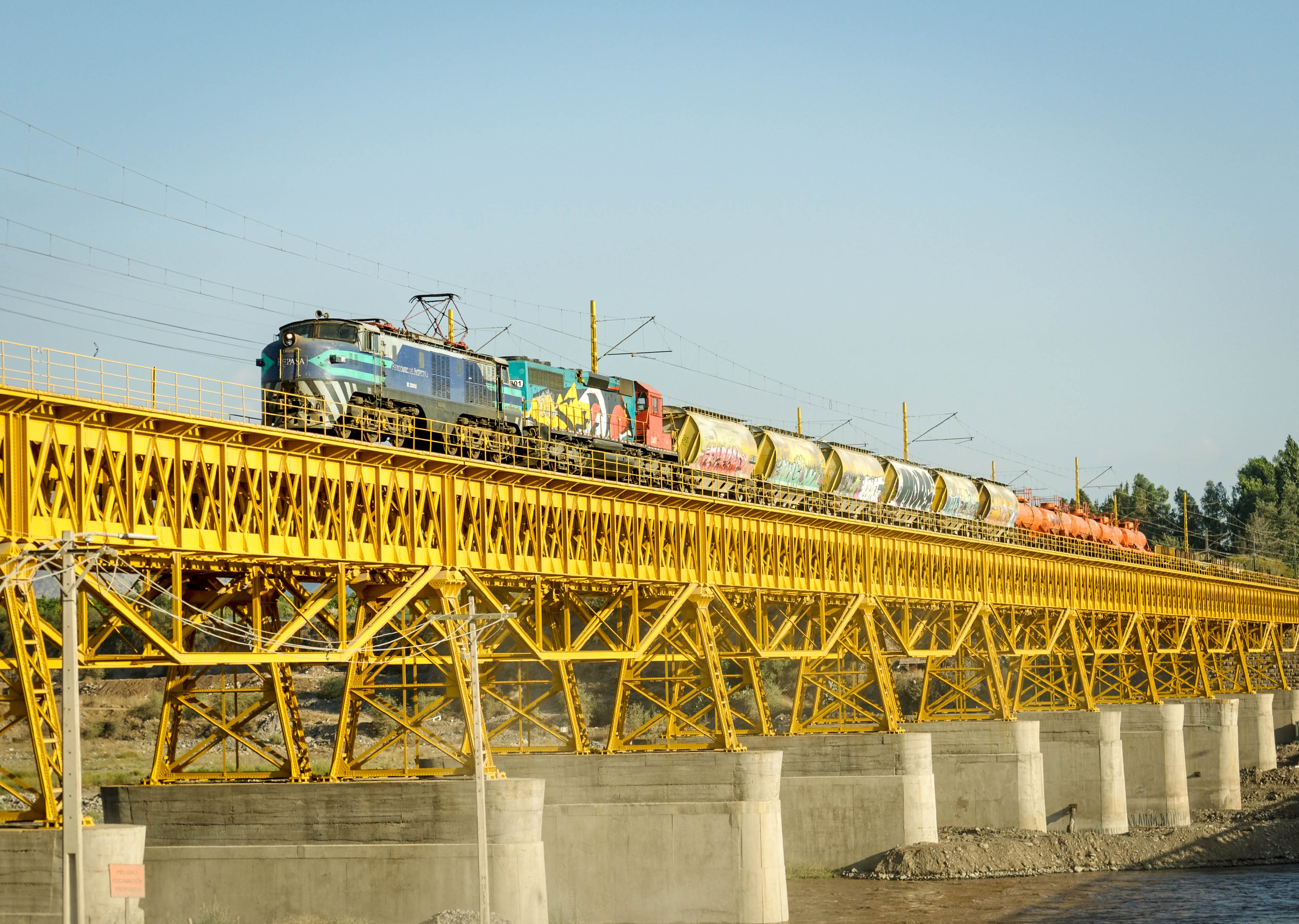
Puente ferroviario sobre el río Maipo.

Mientras el ferrocarril ya prestaba servicios entre Santiago y San Bernardo, el principal obstáculo para culminar la totalidad de la primera sección, y habilitar el servicio hasta Rancagua, era la construcción de un puente sobre el río Maipo. El 22 de abril de 1858 se inauguró el tramo desde San Bernardo hasta la orilla norte del río, mientras que el ingeniero estadounidense Henry Meiggs tendía la línea hasta Rancagua. Fue a este último a quien en 1858 se le encargó la construcción de un puente que permitiera finalmente el paso del ferrocarril.
La obra diseñada en acero fue entregada en julio de 1859, permitiendo por primera vez el paso de una locomotora entre las riberas norte y sur del río Maipo, y así la ansiada conexión con la estación de Rancagua. El 25 de diciembre de 1859 se inaugura el servicio de pasajeros entre Santiago y Rancagua, concluyendo oficialmente la construcción del primer tramo del Ferrocarril del Sur.

### Tramo Rancagua-San Fernando

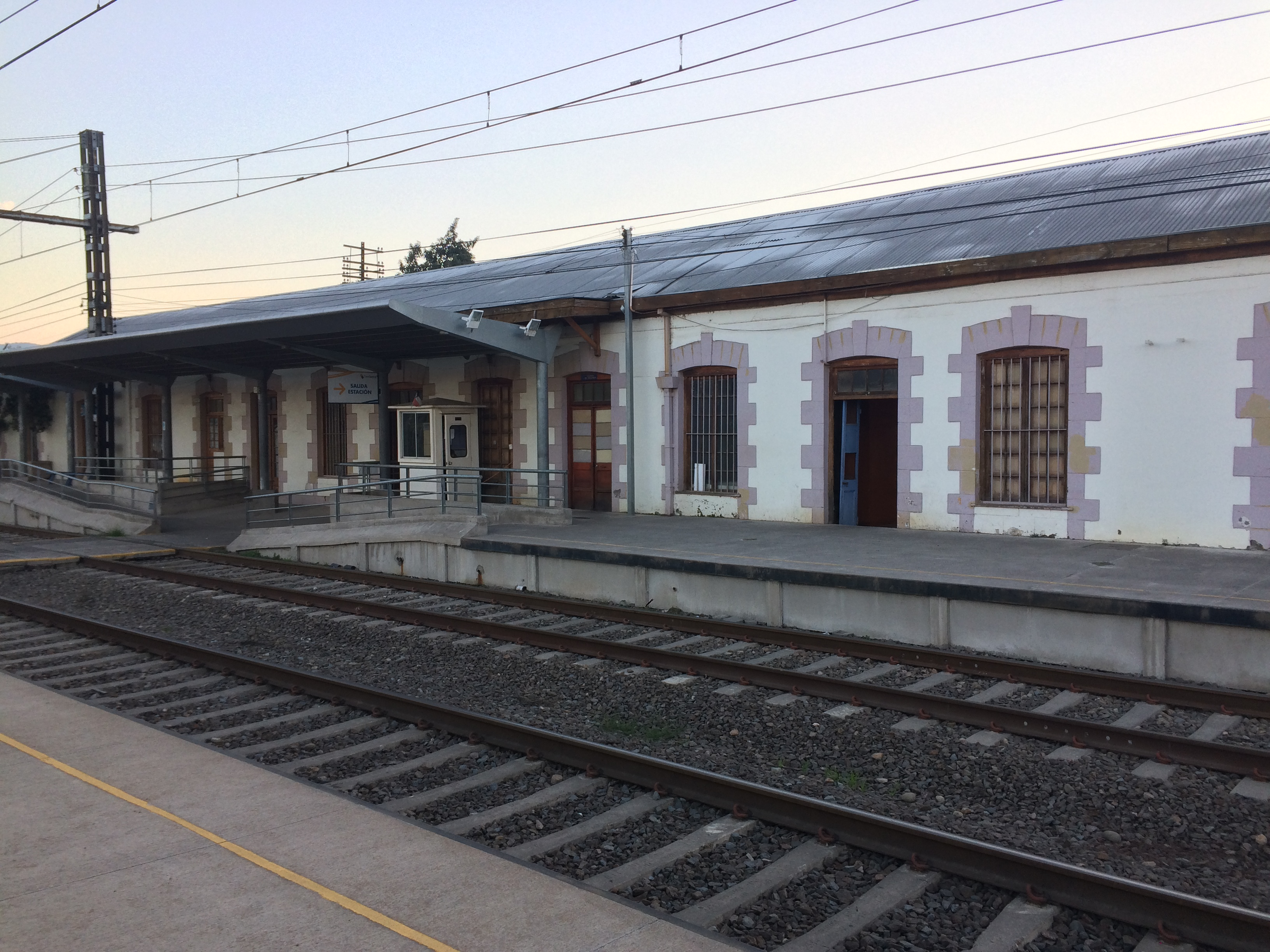
Estación de San Fernando.

Mientras se inauguraba la primera sección, los trabajos de avance de las vías llegaban a las márgenes del río Cachapoal, punto en el cual se detienen producto de la falta de capitales para realizar los estudios necesarios con tal de continuar la obra hasta la ciudad de San Fernando.
Tras la obtención de los recursos necesarios, la continuidad del proyecto es asegurada por el propio Henry Meiggs, quien reinicia los trabajos en junio de 1860, alcanzando la localidad de Requínoa en 1861. Tras poco poco más de 2 años, el 3 de noviembre de 1862 se habilita el trazado para el público entre Rancagua y San Fernando.

### Tramo San Fernando-Curicó
Debido a la falta de recursos, manifestada en la paralización de los trabajos de la sección Rancagua-San Fernando, los accionistas particulares del Ferrocarril del Sur proponen al gobierno paralizar las obras hacia Curicó, y explotar durante un tiempo el tramo hasta San Fernando, con el fin de recaudar capital e invertirlo a futuro en la prolongación a Talca.
El Gobierno, a través del Fisco, no acepta que se paralicen las obras y se hace responsable del avance de estas, mientras que autoriza a los particulares a explotar el tramo en servicio (Santiago-San Fernando). La falta de capital obliga a paralizar las obras, las cuales vuelven a reactivarse en 1865.
En 1866, la vía ya ingresaba a la ciudad de Curicó, y el 26 de noviembre del mismo año, el maquinista Manuel Jesús Escobar —el primer chileno en tener dicho cargo— llegaba a la estación con un tren cargado con materiales. Si bien la línea se abre al público en diciembre de 1866, no sería hasta la Navidad de 1868 cuando la sección San Fernando-Curicó entraría en servicio debido a que aún no se terminaba la construcción de los puentes Tinguiririca y Teno.

### Tramo Curicó-Chillán

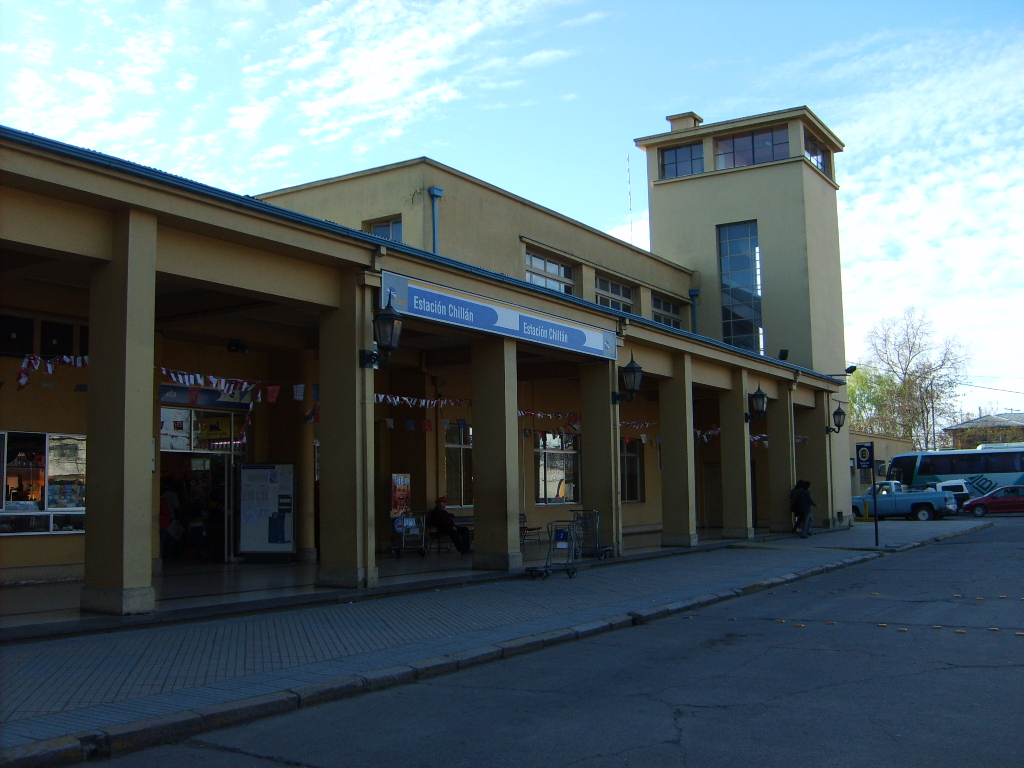
Frontis de la estación de Chillán.

Debido a que la atención del Estado de Chile se había desviado hacia otros proyectos ferroviarios como el Ferrocarril Talcahuano-Chillán (1869) o el Ramal San Fernando-Palmilla (1870), la prolongación a Talca quedó suspendida por algunos años.
Ya inicio de la década de 1870, el gobierno se ve en la obligación de acelerar la construcción del Ferrocarril del Sur, ya que la Sociedad se encontraba reticente a realizar dicha inversión por problemas monetarios.
Al año siguiente (1871) se discute en el Senado la extensión ya no solo hasta Talca, sino que su continuación hacia Chillán, Angol, Los Ángeles y Malleco. De esta manera se conectaría con los ferrocarriles de Chillán a Talcahuano y el Ferrocarril de La Frontera.
Aquellos planes fueron tomados por el Jefe de Ingenieros del Ferrocarril del Sur, Charles Hillman y por el ingeniero Eugenio Poisson, los cuales dividieron el proyecto en tres partes: Curicó-Linares, Linares-Chillán y La Frontera-Angol. Finalmente, el 26 de diciembre de 1872 el gobierno dejó a cargo del proyecto a Juan Slater (responsable del ferrocarril a Talcahuano y el ramal a Palmilla) para la concretar el tramo entre Curicó y Chillán, y los proyectos San Rosendo-Angol y ramal a Los Ángeles, siguiendo las especificaciones de Hillman y Poisson.
Hacia 1873, debido a los constantes problemas financieros de la Sociedad del Ferrocarril del Sur, que afectan seriamente la velocidad de construcción del proyecto, el gobierno decide realizar la compra de las acciones de los 64 accionistas particulares, quedando de esta manera como propietario absoluto del Ferrocarril, acción que repite con el Ferrocarril Valparaíso-Santiago, Talcahuano-Chillán y La Frontera.
Tras la compra de las acciones del ferrocarril pertenecientes a privados en 1873, el Estado fue el absoluto propietario del servicio, permitiéndole realizar los trabajos que a inicios de 1874 permitirían finalmente conectar el tramo entre Curicó y Chillán. De esa forma el Ferrocarril del Sur conectaba las principales ciudades del valle central con los puertos de Talcahuano y Valparaíso.

### Reorganización y disolución

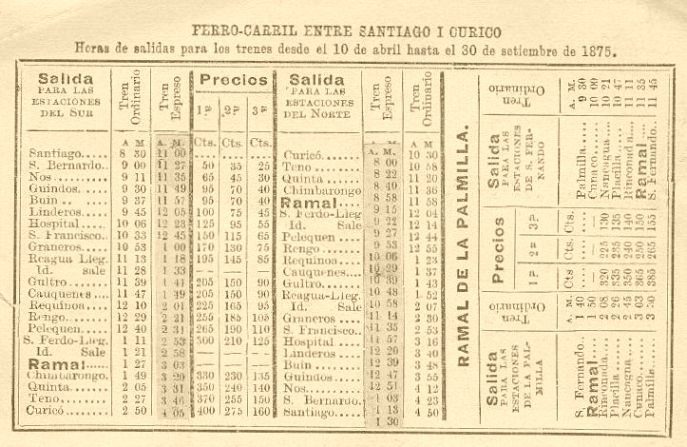
Horarios en 1875, época donde el servicio desde Santiago era continuo solo hasta Curicó, estando ya bajo administración estatal.

Hacia 1873, los constantes problemas de capital que afectaban a la Sociedad del Ferrocarril del Sur impactan seriamente en el proceso de extensión del trazado hacia Chillán. En agosto de aquel año el gobierno decide realizar la compra de las acciones de los 64 accionistas particulares, que se mantenían en la sociedad. De esta manera el Estado de Chile, queda como propietario absoluto del Ferrocarril, situación que también, se repite con el Ferrocarril Valparaíso-Santiago, Talcahuano-Chillán y La Frontera, los cuales también son comprados por el gobierno.
Tras quedar como el único dueño de todas las líneas operativas en el centro-sur de Chile, el Estado inicia la tarea de conectarlas y dotarlas de una administración centralizada: durante los siguientes años se seguiría invirtiendo en la expansión del servicio ferroviario.
El 4 de enero de 1884, mediante decreto se crea la Empresa de los Ferrocarriles del Estado (EFE), la cual fusiona la administración y operación de los ferrocarriles entre Valparaíso y Temuco (incluidos sus ramales), siendo denominada como Red Central.

## Operación de «tranvías de sangre» en la Alameda

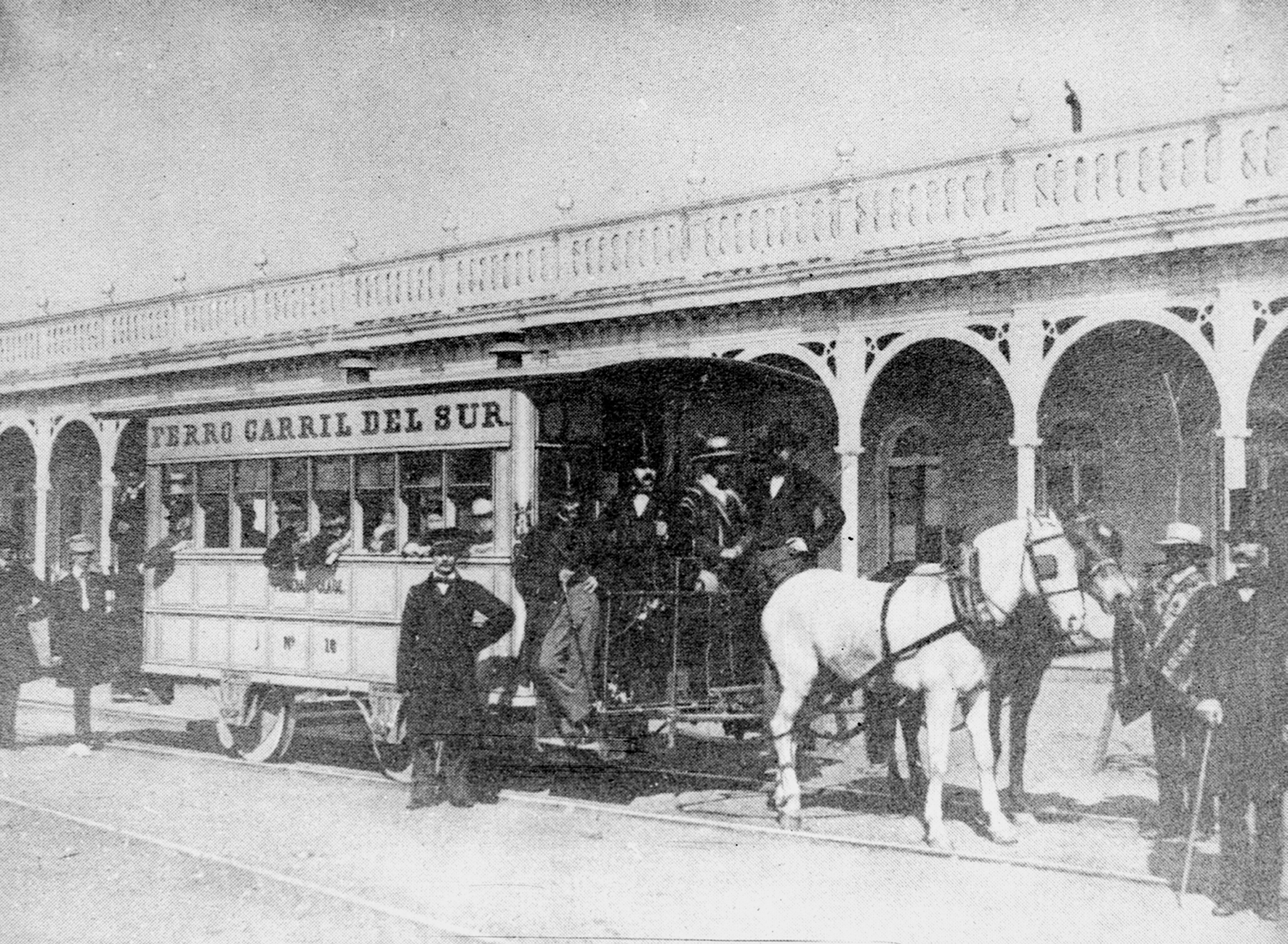
Inauguración del «ramal de la Cañada», primera línea de tranvías de sangre en Santiago (10 de junio de 1858).

La nueva Estación de Ferrocarriles de Santiago se ubicaba hacia 1857 en las afueras de la ciudad de Santiago (4 km desde la Plaza de Armas), lo cual trajo consigo problemas que radicaban principalmente en el traslado de los potenciales usuarios del nuevo servicio ferroviario.[cita requerida]
De manera paralela a la habilitación de las vías hacia Rancagua, los accionistas del Ferrocarril del Sur decidieron construir 2,5 km de doble vía de trocha de 1676 mm a lo largo del lado sur de la Cañada (actual Alameda), iniciando a las afueras de la misma Estación de Ferrocarriles hasta la iglesia de San Diego (actual calle Arturo Prat). A través de estas vías operaría un tranvía de tracción animal o «carro de sangre», uno de los primeros de su tipo en América Latina; fue denominado como el ramal de la Cañada.
El servicio fue inaugurado el 10 de junio de 1858, contando con 10 carros de procedencia estadounidense —5 de primera clase y 5 de segunda— y trasportando en sus primeros 3 meses cerca de 400 personas. Hacia 1864, una vez finalizada la construcción del Ferrocarril de Valparaíso a Santiago, Enrique Meiggs obtuvo la concesión por 30 años para instalar un ferrocarril urbano de sangre en la capital, en desmedro de la línea instalada por el FCS dado que la Municipalidad de Santiago señalaba que dicha instalación del ramal de sangre era ilegal. Luego de siete años de litigio, el 16 de noviembre de 1871 Meiggs traspasó a la Compañía del Ferrocarril del Sur la concesión que le había sido otorgada.
El 5 de septiembre de 1873 los accionistas del FCS venden el ferrocarril a vapor al Estado de Chile, manteniendo en su poder solo los tranvías de Santiago; a raíz de esto, se crea la Empresa del Ferrocarril Urbano de Santiago. La red de transporte urbano se siguió ampliando, contando hacia fines del siglo XIX con 100 km de vías, 200 carros y 2000 caballos. Sin embargo, la prensa de la época criticó este servicio por su mala calidad, como lo atestigua el periódico El Chileno el día 29 de mayo de 1895:
“[...] los carros desvencijados, sucios e incómodos, manejados de modo que jamás llegan a los desvíos, arrastrados con caballos que no sirven, provocando atropellos y desrielamientos a cada instante y guiados por cocheros y conductores temibles por su mala educación”.
Finalmente, el 9 de mayo de 1898 las propiedades y concesiones son vendidas a la recién creada Chilean Electric Tramway and Light Company, propiedad de inversionistas alemanes, quienes poco tiempo después traerían la tecnología del tranvía eléctrico.[cita requerida]